# Jiný správní delikt
Jiný správní delikt byl obdobou přestupku v případě, že delikventem byla právnická osoba, v některých případech též podnikající fyzická osoba a výjimečně i nepodnikající fyzická osoba. Jednalo se tedy o ty správní delikty, které nebyly přestupky. 
V souvislosti s rekodifikací přestupkového práva ale přestal být tento letitý termín v českém právu používán. Od 1. července 2017 účinný zákon č. 250/2016 Sb., o odpovědnosti za přestupky a řízení o nich, totiž pojmy správní delikt, a tím i jiný správní delikt opustil a používá již pouze termín přestupek.

## Srovnání s přestupky
Úprava jiných správních deliktů nebyla s úpravou přestupků shodná, chyběl jim společný procesní podklad a delikventům nebyla zajištěna taková procesní práva, jaká příslušela přestupcům.[zdroj?] To se zejména v případě rozhodování finančních úřadů v minulosti stalo předmětem kritické pozornosti Ústavního soudu.[zdroj?]
Sankcí za jiný správní delikt mohla být pouze pokuta, přičemž horní hranice její výměry byla zpravidla[zdroj?] několikanásobně vyšší než u odpovídajícího přestupku; v některých zákonech byly rozdíly i mezi sankcemi pro právnické osoby a pro podnikatele – fyzické osoby. I to bývalo předmětem časté kritiky,[zdroj?] neboť není v souladu s principem rovnosti v právech, aby právnická osoba byla za shodné protiprávní jednání postižena podstatně citelněji než podnikající fyzická osoba.[zdroj?]